# Dusolina Giannini
Dusolina Giannini (Filadelfia, 19 dicembre 1902 – Zurigo, 29 giugno 1986) è stata un soprano statunitense di origine italiana.

## Biografia
Nacque a Filadelfia in una famiglia di musicisti italiani. Il padre Ferruccio Giannini era giunto negli Stati Uniti nel 1885 raggiungendo una carriera di successo come tenore e quindi come insegnante di canto. Sua madre era la violinista Antonietta Briglia. Anche il fratello e la sorella furono attivi nel mondo dell'opera lirica: Eufemia Giannini Gregory fu insegnante di canto al Curtis Institute of Music per 40 anni, annoverando tra i suoi allievi noti cantanti come Anna Moffo e Judith Blegen; Vittorio Giannini fu compositore di opere liriche.
La Giannini studiò dapprima con il padre e poi a New York con Marcella Sembrich. Iniziò ad esibirsi in concerti dal 1923, a New York e in Inghilterra; nello stesso anno iniziò anche le incisioni con la Victor. Il debutto sul palcoscenico avvenne il 12 settembre 1925  all'Opera di Amburgo come Aida, a cui seguirono presenze  in vari teatri europei, come Berlino, Vienna, Londra. Nel 1934 esordì al Festival di Salisburgo e nel 1936 debuttò  all'Opéra di Parigi. Nel 1938 ad Amburgo creò il ruolo di Hester Prynne in Das Brandmal diretta da Eugen Jochum, opera composta dal fratello Vittorio.
Dal 1935 al 1942 apparve regolarmente al Metropolitan Opera, cantando anche alla Lyric Opera di Chicago (1938-1942) e alla San Francisco Opera (1939-1943). Prese parte anche alla prima stagione della New York City Opera nel 1943. Dopo la seconda guerra mondiale riprese a cantare in Europa: a Parigi, Londra, Berlino, Vienna.
La voce di Giannini era di soprano drammatico, Può essere ascoltata in varie arie di incisioni singole e in una registrazione completa di Aida del 1928, accanto ad  Aureliano Pertile.
Dopo essersi ritirata dalla scene, si dedicò all'insegnamento a Zurigo.

## Repertorio
- Vincenzo Bellini
  - Norma (Norma)
- Georges Bizet
  - Carmen (Carmen)
- Pietro Mascagni
  - Cavalleria rusticana (Santuzza)
- Wolfgang Amadeus Mozart
  - Don Giovanni (Donna Anna)
- Giacomo Puccini
  - Manon Lescaut (Manon Lescaut)
  - Tosca (Floria Tosca)
  - Madama Butterfly (Cio-Cio-San)
- Giuseppe Verdi
  - Il trovatore (Leonora)
  - La forza del destino (Donna Leonora di Vargas)
  - Aida (Aida)
  - Otello (Desdemona)
  - Falstaff (Mrs Alice Ford)